# Pradeep Kumar Singh
Pradeep Kumar Singh (* 13. April 1945 in Meerut; † August 2013) war ein indischer Diplomat.

## Leben
Pradeep Kumar Singh ist der Sohn von Laxmi und Ramendra Pal, er ist verheiratet und hat eine Tochter und zwei Söhne.
Von 1991 bis 1992 war er Botschafter in Athen, von 1992 bis 1995 war er erster indischer Botschafter in Tel Aviv, von April 1995 bis 1998 war er stellvertretender High Commissioner in London, von 1998 bis 2000 war er Botschafter in Thimphu Bhutan, vom  2. September 2000 bis 15. Juli 2004 Botschafter in Brüssel und von Juli 2004 bis Juni 2005 war er Botschafter in Madrid.
| Vorgänger                | Amt                                                                  | Nachfolger                  |
| ------------------------ | -------------------------------------------------------------------- | --------------------------- |
| Harcharan C. Singh Dhody | indischer Botschafter in Athen 1991 bis 1992                         | Aftab Seth                  |
| Dalip Mehta              | indischer Botschafter in Thimphu 1998 bis 2000                       | Kanwar Singh Jasrotia       |
| Chandrashekhar Dasgupta  | indischer Botschafter in Brüssel 2. September 2000 bis 15. Juli 2004 | Rajendra Madhukar Abhyankar |
| Dilip Lahiri             | indischer Botschafter in Madrid Juli 2004 bis Juni 2005              | Suryakanthi Tripathi        |